# Lara Gut-Behrami
Lara Gut (Ticino, Suíça, 27 de abril de 1991), é uma esquiadora suíça de esqui alpino especializada em downhill e super-G.
Nos Jogos Olímpicos de Inverno de 2014, ganhou a medalha de bronze na prova de downhill.
Conquistou duas medalhas em Pequim 2022, sendo uma de ouro na super-G e uma de bronze na slalom gigante.